# Карнейдж
Карнейдж (англ. Carenage) — город в регионе Диего-Мартин на северо-западе острова Тринидад в Тринидаде и Тобаго. Омывается заливом Пария.

## История
Название происходит от фр. «carénage», означающее килевание, т. е. наклон судна с целью осмотра и ремонта его подводной части. Многие годы в местности проводили ремонт парусных судов.

## Население
По данным на 9 января 2011 года в городе проживали 5625 человек: мужчин — 2816, женщин — 2808.
На 15 мая 2000 года население составляло 2352 человека.